# 2015년 세계 리듬 체조 선수권 대회
2015년 세계 리듬 체조 선수권 대회는 2015년 9월 7일부터 9월 13일까지 독일 슈투트가르트에서 열린 34번째 대회이다.